# ELODIE
ELODIE — спектрограф, установленный на рефлекторе длиной 1,93 м в Обсерватории Верхнего Прованса на юго-востоке Франции. Его оптическое оборудование было разработано Андре Бараном из Марсельской обсерватории. Целью прибора было обнаружение экзопланет методом Доплера.
Первый свет ELODIE был получен в 1993 году. Прибор был выведен из эксплуатации в августе 2006 года и заменён в сентябре 2006 года спектрографом SOPHIE, новым прибором того же типа, но с улучшенными характеристиками.

## Характеристики
Прибор мог наблюдать электромагнитный спектр в диапазоне длин волн от 389,5 до 681,5 нм за одну экспозицию, разделенный на 67 спектральных порядков. Прибор, находившийся в помещении с контролируемой температурой, питался оптическими волокнами от фокуса Кассегрена. Обсерватория предоставила интегрированный конвейер обработки данных, который полностью сокращал спектры сразу после получения и позволял пользователю измерять лучевые скорости с точностью до ±7 м/с.
С помощью ELODIE было получено более 34 000 спектров, более 20 000 из которых общедоступны в специальном онлайн-архиве. Инструмент стал результатом сотрудничества обсерваторий Верхнего Прованса, Женевы и Марселя. Публикация с описанием инструмента появилась в журнале Astronomy & Astrophysicals Supplements.

## Открытые экзопланеты
Первая экзопланета, вращающаяся вокруг солнцеподобной звезды, 51 Пегаса b, была открыта в 1995 году с помощью спектрографа ELODIE. Швейцарские астрономы Мишель Майор и Дидье Кело получили Нобелевскую премию по физике в 2019 году за своё открытие. С помощью ELODIE было обнаружено более 20 таких планет.
Прибор также использовался для поиска планет транзитным методом.
| Планета        | Дата открытия        | Источник |
| -------------- | -------------------- | -------- |
| 51 Пегаса b    | 6 октября 1995 года  | [ 4 ]    |
| Глизе 876 b    | 22 июня 1998 года    | [ 7 ]    |
| 14 Геркулеса b | 6 июля 1998 года     | [ 8 ]    |
| HD 209458 b    | 9 сентября 1999 года | [ 9 ]    |